# Nomenklatura chemiczna
Nomenklatura chemiczna, nazewnictwo chemiczne – system reguł obowiązujących przy nazywaniu pierwiastków i związków chemicznych.
Zasady nomenklatury chemicznej są ustalane przez Komisję Nazewniczą Międzynarodowej Unii Chemii Czystej i Stosowanej (International Union of Pure and Applied Chemistry – IUPAC). Nomenklatura ta podlega ciągłym rewizjom i zmianom, które są wynikiem dyskusji nieustannie toczonych w komisji i jej sekcjach. Dla wielu klas związków IUPAC proponuje kilka systemów nazewnictwa; często też dopuszcza stosowanie tradycyjnej nomenklatury nie w pełni systematycznej.
Niektóre ustalenia tej komisji są często bardzo krytykowane jako niepraktyczne i uciążliwe w codziennym użyciu i na skutek tej krytyki po jakimś czasie ulegają zmianom. Zmiany są też często wymuszane przez rozwój nowych dziedzin badań, zaś oficjalna kodyfikacja często za tym rozwojem nie nadąża. Wyniki tych dyskusji i ustaleń są publikowane w czasopiśmie wydawanym przez IUPAC, zatytułowanym Pure and Applied Chemistry.
IUPAC nie posiada żadnej mocy prawnej w narzucaniu komukolwiek zasad nomenklatury i dlatego jego ustalenia należy traktować bardziej jako sugestię niż obowiązujące prawo. W polskim systemie edukacyjnym promowana jest nomenklatura systematyczna IUPAC, natomiast w większości krajów zachodnich nauczana jest głównie nomenklatura tradycyjna.

## Nazewnictwo pierwiastków chemicznych

### Nazwa pierwiastka
Dla potrzeb komunikacji międzynarodowej oraz handlu oficjalne nazwy pierwiastków chemicznych, zarówno tych znanych w starożytności, jak i poznanych ostatnio, ustalane są przez Międzynarodową Unię Chemii Czystej i Stosowanej (IUPAC), która zdecydowała się na przyjęcie nazw tradycyjnych, nawet gdy symbol pierwiastka oparty jest na łacińskiej – na przykład w języku angielskim przyjęto „gold” i w polskim „złoto”, a nie „aurum”, jako nazwę 79. pierwiastka (Au).
Pierwiastkom chemicznym nadawano nazwy w zależności od:
- ich właściwości chemicznych (np. chlor z greckiego chloros, co oznacza „żółtozielony”)
- nazwisk odkrywców (np. meitner od nazwiska odkrywczyni Lise Meitner)
- miejsc ich odkrycia (np. frans od Francji, gdzie został odkryty)
- nazw minerałów (np. cyrkon od minerału o tej samej nazwie cyrkon, zawierającego ten pierwiastek)

a także z innych powodów:
- na cześć sławnych naukowców (np. nobel od nazwiska Alfreda Nobla)
- ze względów emocjonalnych lub politycznych (np. polon nazwany przez Marię Skłodowską-Curie i Pierre’a Curie na cześć Polski).

### Symbol pierwiastka
Jako oznaczenie pierwiastka stosuje się jedno- lub dwuliterowy (wyjątkowo trzyliterowy przy symbolach tymczasowych) skrót. We wzorach związków chemicznych stosuje się wyłącznie symbole pierwiastków, nie zaś ich nazwy.
Symbol pierwiastka stanowi pierwsza litera jego nazwy najczęściej łacińskiej (np. wodór to H, od łac. hydrogenium). Jeżeli symbol jednoliterowy został nadany pierwiastkowi, a inny pierwiastek ma nazwę zaczynającą się na tę samą literę, symbol tworzony jest z pierwszej i drugiej, lub pierwszej i dalszej litery jego nazwy (np. hel to He, od łac. helium, hafn to Hf, od łac. hafnium).
Dla nowych pierwiastków lub kolejnych jeszcze niezsyntetyzowanych stosuje się symbole tymczasowe w oparciu o ich liczbę atomową np. has (108Hs) miał nazwę Unniloctium (Uno). W symbolu pierwiastka pierwsza litera jest zawsze wielką literą, kolejne natomiast małą literą.

## Nazewnictwo związków chemicznych

### Nomenklatura nieorganiczna
Zalecenia dotyczące nazewnictwa systematycznego i akceptowanego nazewnictwa tradycyjnego oraz nazw pośrednich dla związków nieorganicznych opracowywane są przez IUPAC. Najnowsza (stan na rok 2011) publikacja, tak zwana Red Book, pochodzi z roku 2005. System nazewnictwa nieorganicznego opracowywany jest przez IUPAC w języku angielskim, a następnie dostosowywany do innych języków przez odpowiednie organizacje współpracujące – w Polsce jest to Podkomisja Nomenklatury Nieorganicznej Polskiego Towarzystwa Chemicznego (PTChem), której ostatnie zalecenia zostały opublikowane w roku 1998 i były możliwie wiernym tłumaczeniem Red Book I z roku 1990.
Zarówno IUPAC, jak i PTChem zalecają stosowanie nomenklatury systematycznej, jednak dla wybranych kwasów tlenowych i ich pochodnych o ugruntowanym nazewnictwie akceptowane są także nazwy tradycyjne.
Nazewnictwo systematyczne
- nomenklatura konstytucyjna (stechiometryczna), w której przedstawia się jedynie skład atomowy cząsteczki poprzez podanie liczby atomów lub centrów koordynacyjnych (np. reszt kwasowych), na przykład tritlenek diżelaza (Fe
2O
3).

Jako pierwszy wymienia się składnik elektroujemny („tlenek”), a następnie elektrododatni („żelaza”), dodając odpowiednie przedrostki zwielokrotniające (di-, tri- itd.). Zamiast przedrostków można podać stopień utlenienia, np. tlenek żelaza(III), lub ładunek, np. tlenek żelaza(3+).
- nomenklatura podstawnikowa, w której nazwy tworzy się podobnie jak w chemii organicznej, przyjmując jako podstawę nazwę systematyczną wodorku pierwiastka stanowiącego atom centralny, np. NH3 = azan, NI3 = trijodoazan, NH2NH2 = diazan.
- nomenklatura addytywna (ang. additive nomenclature), w której wymienia się alfabetycznie ligandy, a następnie podaje się nazwę pierwiastka lub anionu, na przykład:
  - H
2SO
4: diihydroksydodioksydosiarka
  - HSO−
4: hydroksydotrioksydosiarczan(1−)
  - CuSO
4: tetraoksydosiarczan(2−) miedzi(2+)

Nazewnictwo tradycyjne
Dla szeregu kwasów tlenowych i ich pochodnych, np. anionów, soli lub estrów o ugruntowanym nazewnictwie tradycyjnym, IUPAC akceptuje takie nazwy, na przykład:
- H
2SO
3: kwas siarkawy
- H
2SO
4: kwas siarkowy
- NaNO
2: azotyn sodu
- NaNO
3: azotan sodu

W polskim systemie edukacyjnym zaleca się stosowanie systemu Stocka, będącego czymś pośrednim pomiędzy nazewnictwem systematycznym IUPAC sprzed roku 2005 a nazewnictwem tradycyjnym.
| Wzór   | Nazwa systematyczna (addytywna) | Nazwa tradycyjna | Nazwa według systemu Stocka | Dawne nazwy systematyczne *                     |
| ------ | ------------------------------- | ---------------- | --------------------------- | ----------------------------------------------- |
| HClO   | hydroksydochlor                 | kwas podchlorawy | kwas chlorowy(I)            | kwas oksochlorowy, oksochloran wodoru           |
| HClO 2 | hydroksydooksydochlor           | kwas chlorawy    | kwas chlorowy(III)          | kwas dioksochlorowy, dioksochloran wodoru       |
| HClO 3 | hydroksydodioksydochlor         | kwas chlorowy    | kwas chlorowy(V)            | kwas trioksochlorowy, trioksochloran wodoru     |
| HClO 4 | hydroksydotrioksydochlor        | kwas nadchlorowy | kwas chlorowy(VII)          | kwas tetraoksochlorowy, tetraoksochloran wodoru |

* Nazwę można uzupełnić opcjonalnie o stopień utlenienia – na przykład trioksosiarczan(IV) diwodoru – lub ładunek jonu – na przykład trioksosiarczan(2−) diwodoru – jeśli uważa się to za pomocne.

### Nomenklatura organiczna
Łańcuch główny
Z definicji we wszystkich związkach organicznych występują łańcuchy lub pierścienie zbudowane z powiązanych z sobą atomów węgla. Podstawę nomenklatury związków organicznych stanowią reguły nazewnicze węglowodorów.

### Nomenklatura biochemiczna
Terminologię biochemiczną opracowuje Międzynarodowa Unia Biochemii i Biologii Molekularnej (wspólnie z IUPAC).

## Inne

### Nazewnictwo ciał stałych

#### Ciała stałe o zmiennym składzie
- użycie znaku ~ (~FeS, ~CuZn) – skład zbliżony do podanego (gdy dokładny skład jest nieznany lub nieistotny)
- użycie wskaźnika n (TinO2n-1) – rodzina związków
- użycie wskaźnika x (Co1-xO) – niedobór Co w sieci CoO
- użycie znaku δ (Ni1-δO) – niewielki niedomiar niklu
- użycie przecinków i nawiasów okrągłych (K(Br,Cl); Al6(Al2,Mg3)O12) – skład pomiędzy KBr i KCl; skład od Al2O3 do Al2MgO4 (podkreśla stałość struktury krystalicznej, w której jedne elementy są co najwyżej zastępowane innymi)
- ułamki dziesiętne jako współczynniki stechiometryczne (PdH0,60, Cu1,95O) skład znany, struktura macierzysta nieistotna

### Przedrostki określające strukturę przestrzenną atomów
- triangulo – kształt trójkąta – np. chloro-triangulo-trisrebro
- kwadro – kształt kwadratu
- tetraedro – kształt czworościanu foremnego – np. tetraedro-tetrafosfor, tetraedro-P4
- oktaedro – kształt ośmiościanu foremnego – np. oktatio-oktaedro-heksamolibden(2+) (Mo6S82+)
- tripryzmo – kształt graniastosłupa trygonalnego
- heksaedro – kształt sześcianu
- dodekaedro – kształt dwunastościanu foremnego – np. dodekaedro-(dodekawęglik oktatytanu) (Ti8C12)
- ikosaedro – kształt dwudziestościanu foremnego – np. ikosaedro-dodekabor, ikosaedro-B12
- cyklo – struktura pierścieniowa – np. cyklo-oktasiarka, cyklo-S8
- katena – struktura liniowa – np. katena-polisiarka, katena-Sn